# Meioneta natalensis
Meioneta natalensis är en spindelart som beskrevs av Rudy Jocqué 1984. Meioneta natalensis ingår i släktet Meioneta och familjen täckvävarspindlar. Inga underarter finns listade i Catalogue of Life.